# آیلین کریمر

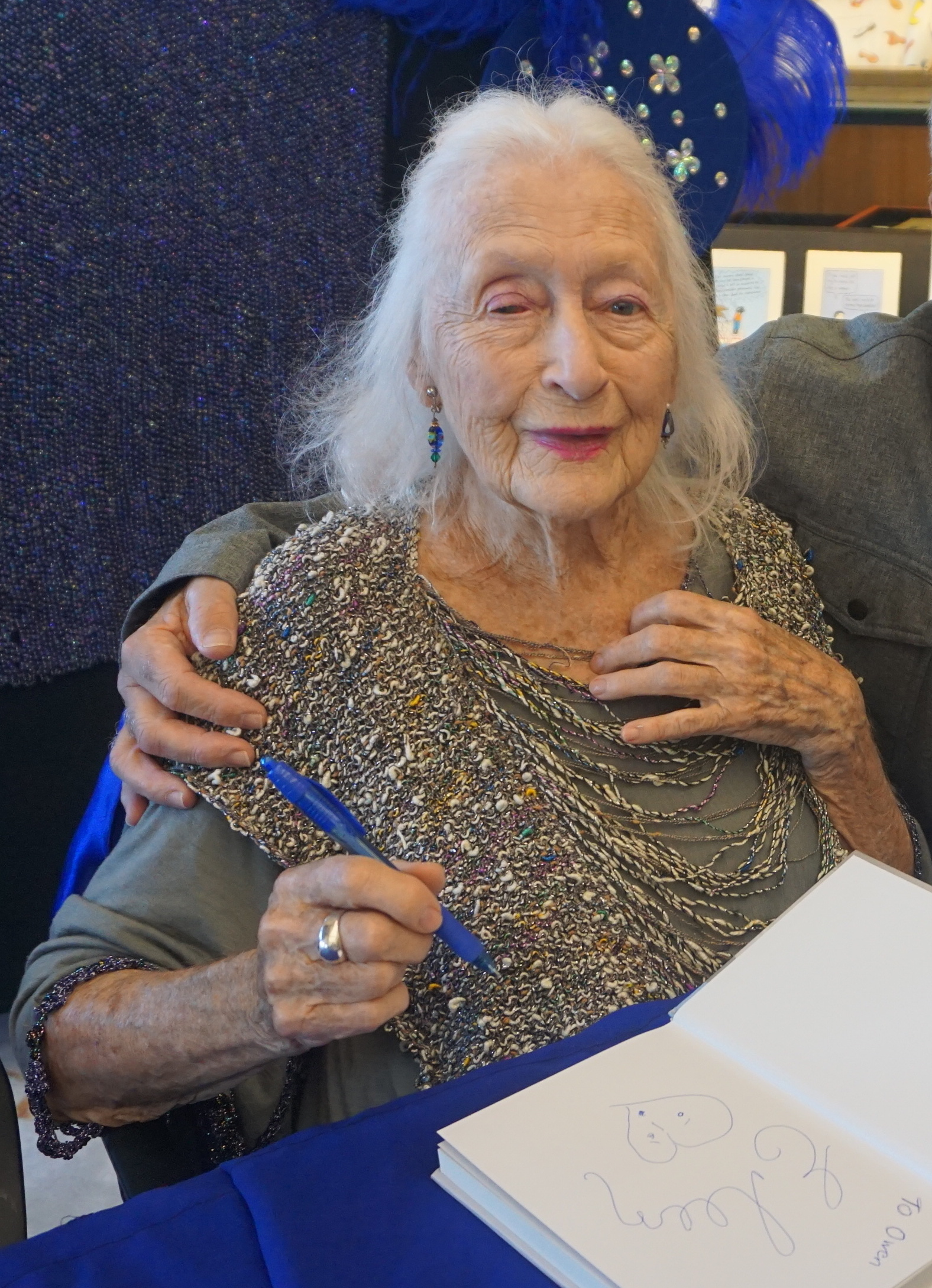
آیلین کریمر در حال امضای یک نسخه از آیلین: داستان‌هایی از حیاط خیابان فیلیپ در سال ۲۰۱۹

آیلین کریمر (انگلیسی: Eileen Kramer؛‏ ۸ نوامبر ۱۹۱۴ – ۱۵ نوامبر ۲۰۲۴) طراح رقص، رقصنده، هنرمند، بازیگر، مؤلف و زن ابرصدساله اهل استرالیا بود. او در دهه ۱۹۳۰ در سیدنی در رشته‌های آواز و موسیقی تحصیل کرد، اما پس از شرکت در یکی از اجرای هنرمند نامدار باله گرتروت بودنویزر در سال ۱۹۴۰، بلافاصله تصمیم گرفت که حرفه خود را به رقص باله تغییر دهد. او پس از پیوستن به گروهی که چنین تأثیری بر او گذاشته بود، طی دهه بعد در سراسر استرالیا و خارج از کشور تور رقص داشت. او سپس به مدت ۶۰ سال در کشورهای فرانسه و ایالات متحده آمریکا زندگی و کار کرد، تا آنکه در سن ۹۹ سالگی به استرالیا بازگشت، و تا زمان مرگش در سن ۱۱۰ سالگی فعالیت هنری می‌کرد. در بازگشت در استرالیا، کریمر با سو هیلی، طراح رقص/فیلم، ملاقات کرد و با او در چندین اثر سینمایی و ویدئویی همکاری کرد.

## اوایل زندگی و تحصیلات
آیلین کریمر در ۸ نوامبر ۱۹۱۴ متولد شد و با برادر بزرگش در ماسمن سیدنی بزرگ شد. پدرش که یک فروشنده ماشین بود، زمانی که کریمر حدود ۱۰ سال داشت علائم اعتیاد به الکل را نشان داد، که منجر به طلاق مادرش شد و زمانی که آیلین ۱۳ ساله بود مخفیانه با بچه‌ها به حومه کوگی نقل مکان کرد. سپس مادرش به عنوان نگهبان فروشگاه در فارمرز (اکنون بخشی از می‌یر)، که یک فروشگاه بزرگ در خیابان جورج بود مشغول به کار شد.
در سال ۱۹۳۶، زمانی که مادرش دوباره ازدواج کرد، کریمر خانه را ترک کرد و تا سال ۱۹۴۰ در یک کلبه اشتراکی در خیابان فیلیپ زندگی کرد و در کنسرواتوریوم موسیقی سیدنی آواز خواند. برای حفظ استقلال مالی و تامین زندگی خود، او به عنوان یک مهماندار و یک مدل هنری هم کار می‌کرد و زمانی مدل نقاشی و مجسمه‌سازی برای هنرمند برگ استرالیایی نورمن لینزی بود.
در سال ۱۹۴۰، مادرش او را به یک کنسرت خیریه که شامل اجرایی از «دانوب آبی» هم بود، برد که توسط گروه رقص بالهٔ گرتروت بودنویزر اجرا می‌شد. روز بعد، کریمر به دنبال بودنویزر رفت و پس از موفقیت‌آمیز بودن تست رقص و تکمیل سه سال دورهٔ آموزشی، او به گروه اصلی بودنویزر پیوست و کار خود را در قالب یک بالرین حرفه‌ای آغاز کرد. سبک بودنویزر اکسپرسیونیستی بود و از حرکات بدن برای نشان دادن احساسات استفاده می‌کرد.

## بزرگداشت
پرتره، سکون درونی آیلین کریمر اثر جراح پلاستیک اندرو لوید گرین اسمیت، فینالیست جایزه آرچیبالد در سال ۲۰۱۷ شد.
همچنین در سال ۲۰۱۷، پرتره هنر ویدئویی تک‌کانالی (۶ دقیقه و ۳ ثانیه) از کریمر توسط سو هیلی، طراح رقص/فیلم، یکی از آثار نامزدشده برای کسب جایزه دیجیتال پرتره (در گالری پرتره ملی، کانبرا) و همچنین نامزد نهایی دریافت جایزه بلیک (کازولا پاورهاوس، سیدنی) در سال ۲۰۱۸ بود. در سپتامبر ۲۰۱۸، هیلی جایزه رقص استرالیا را برای «دستاوردی برجسته در فیلم یا رسانه نوین» دریافت کرد.
در دسامبر ۲۰۱۸، کریمر مهمان برجسته برنامه مصاحبه‌محور یک به‌علاوه یک در شبکهٔ ای‌بی‌سی بود.
در سال ۲۰۱۵، او به عنوان یکی از ۱۰۰ جایزه زن تأثیرگذار توسط روزنامهٔ بررسی مالی استرالیا و وستپک نامزد شد.

## زندگی شخصی و مرگ
کریمر هرگز ازدواج نکرد و فرزندی نداشت. اولین رابطه او با ریچارد وانت، روانکاو او، در سال ۱۹۳۶ بود. او همچنین زمانی که در هند بود با یک دیپلمات فرانسوی رابطه‌ای عاشقانه داشت. کریمر بعداً در حالی که در خارج از کشور زندگی می‌کرد، دو رابطه طولانی هم داشت، با باروخ شادمی (۱۹۲۰–۱۹۸۷) و «بیوه‌مرد ثروتمند جنوبی» ویلیام «بیل» دی. تاکویلر (متوفی حدود ۲۰۱۳).
کرامر در ۱۵ نوامبر ۲۰۲۴، یک هفته پس از تولد ۱۱۰ سالگی خود، در نیو ساوت ولز درگذشت.